# Mirjam Furuhjelm
Mirjam Furuhjelm, född 15 augusti 1908 i Helsingfors, död 19 maj 2003 i Djursholm, Danderyd, var en svensk läkare. 
Mirjam Furuhjelm blev medicine licentiat i Helsingfors 1935, svensk legitimerad läkare 1936, disputerade 1940, blev medicine doktor i Stockholm 1942 samt docent i obstetrik och gynekologi vid Karolinska institutet 1948. Hon var biträdande överläkare vid kvinnokliniken på Sabbatsbergs sjukhus 1953–1975 och klinisk lärare vid Karolinska institutet 1973–1975. 
Mirjam Furuhjelm var hedersledamot av Sociedad ginecologica del Uruguay och Ankara Jinekolji. Hon var även verksam som gästföreläsare och författade omkring 120 artiklar i endokrinologi, obstetrik och gynekologi samt fem böcker i populärmedicin.
Mirjam Furuhjelm var dotter till professor Ragnar Furuhjelm och filosofie magister Estrid, född Runeberg. Åren 1935–1942 var hon gift med professor Gösta Rylander och från 1946 med professor Axel Ingelman-Sundberg. Hon var mor till professor Ragnar Rylander, professor Eva Rylander, journalisten Catharina Ingelman-Sundberg, överläkaren Henrik Ingelman-Sundberg och professor Magnus Ingelman-Sundberg.
Mirjam Furuhjelm är begraven i sin andre makes familjegrav på Galärvarvskyrkogården i Stockholm.